# Clásico Ciclístico Banfoandes
Le Clásico Ciclístico Banfoandes est une course cycliste par étapes vénézuélienne. Créée en 1990, elle fait partie de l'UCI America Tour de 2005, en catégorie 2.2, jusqu'à sa dernière édition en 2008. Elle est organisée par la société Banfoandes Banco Universal.

## Palmarès
- 1990 :  Sergio González
- 1991 :  Néstor Freddy Barrera
- 1992 :  Omar Pumar
- 1993 :  Álvaro Lozano
- 1994 :  Álvaro Lozano
- 2001 :  Libardo Niño
- 2002 :  Julio César Rangel
- 2003 :  Carlos Maya
- 2004 :  Tommy Alcedo
- 2005 :  José Rujano
- 2006 :  Hernán Buenahora
- 2007 :  Sergio Henao
- 2008 :  José Serpa